# Mystrium rogeri
Mystrium rogeri är en myrart som beskrevs av Auguste-Henri Forel 1899. Mystrium rogeri ingår i släktet Mystrium och familjen myror. Inga underarter finns listade i Catalogue of Life.

## Bildgalleri

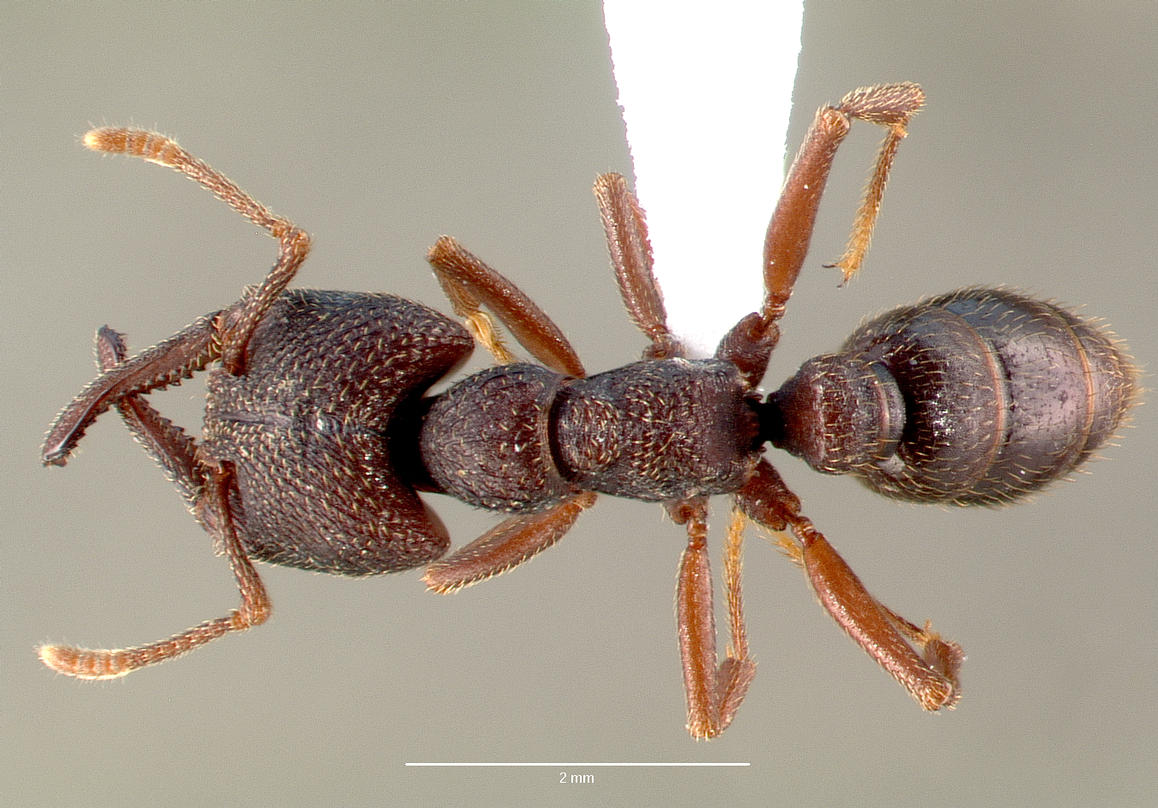
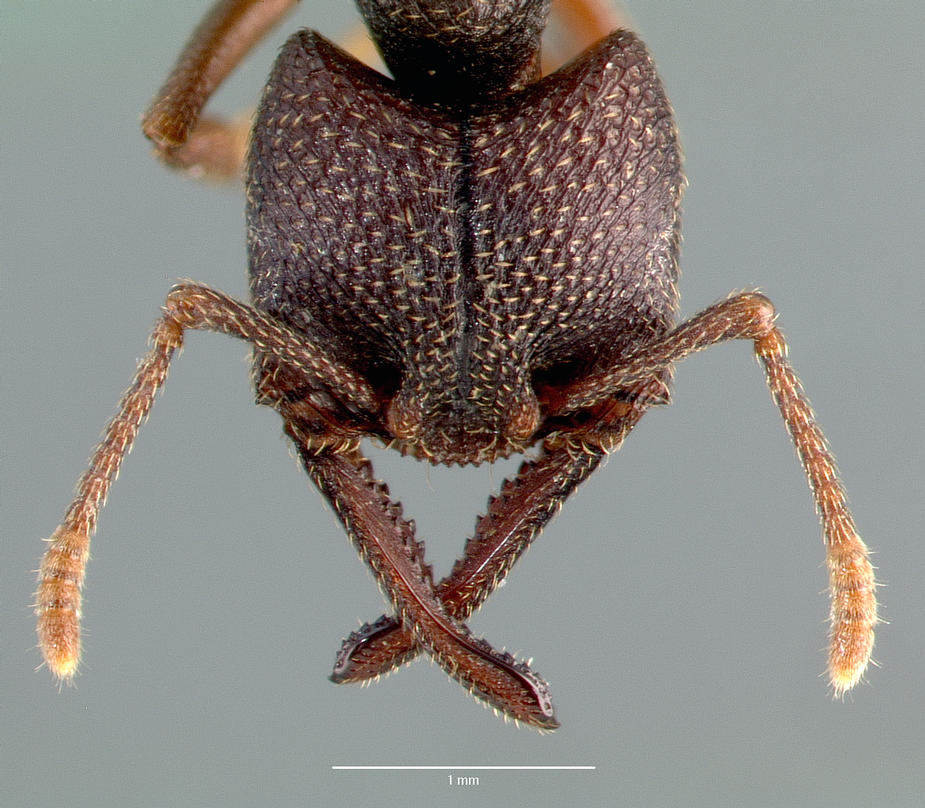
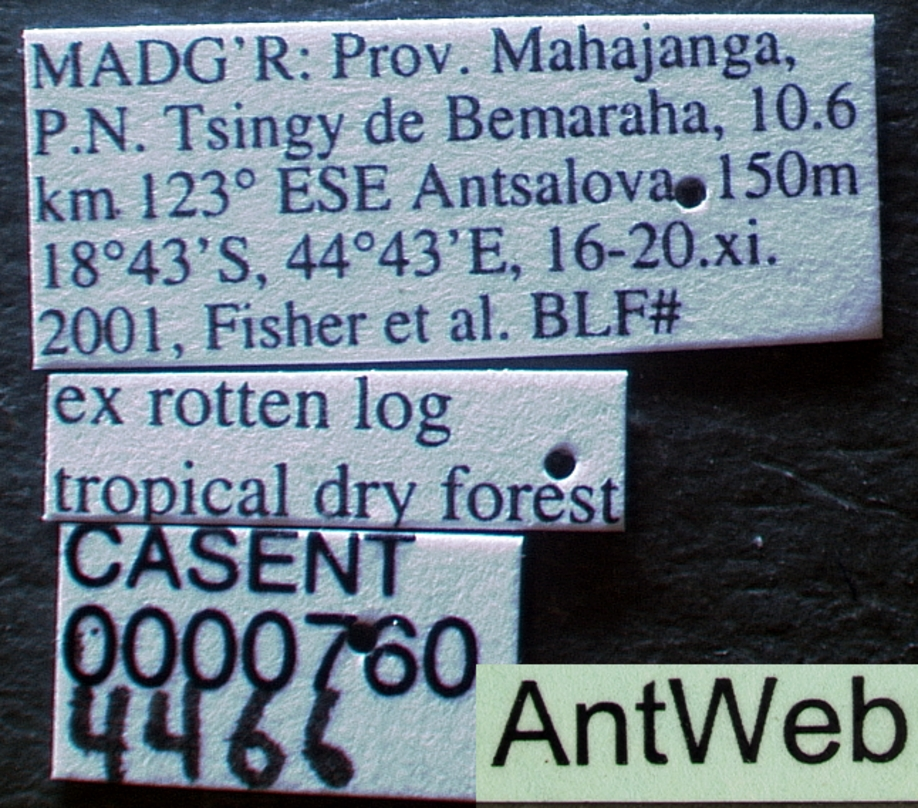
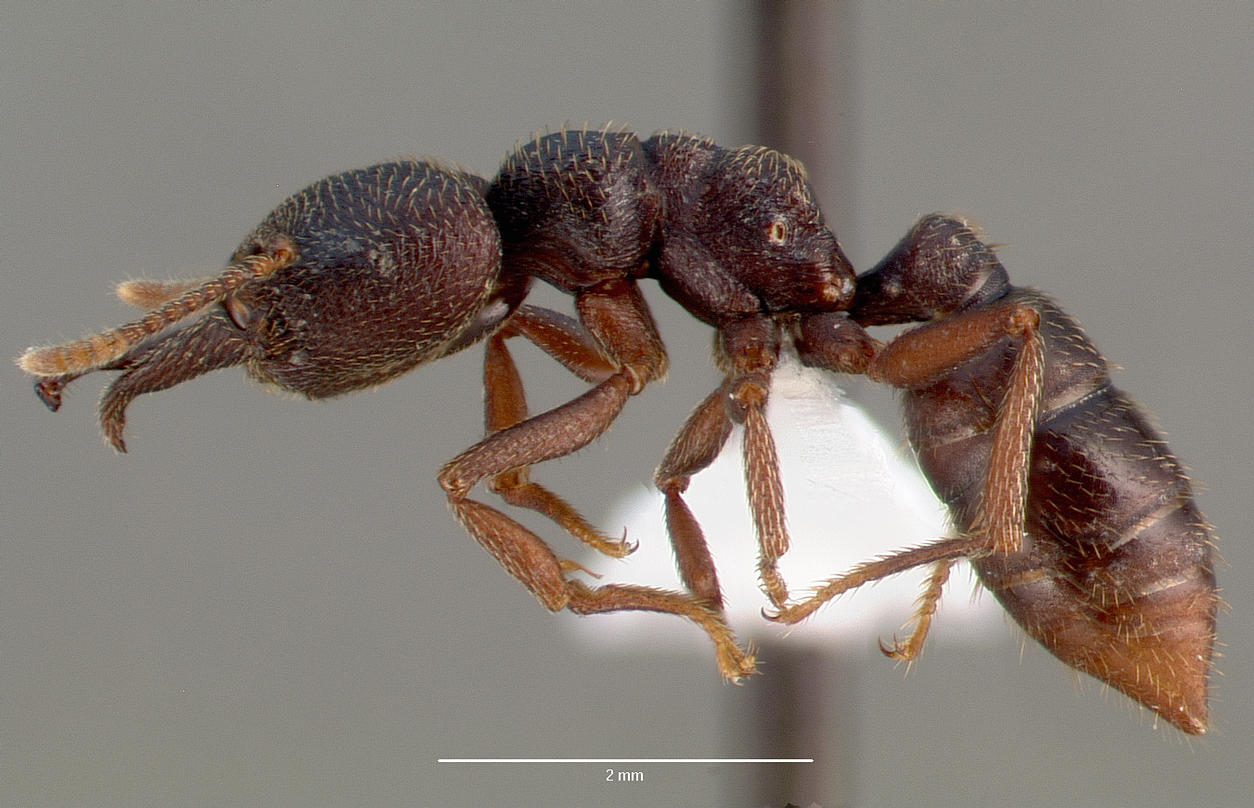
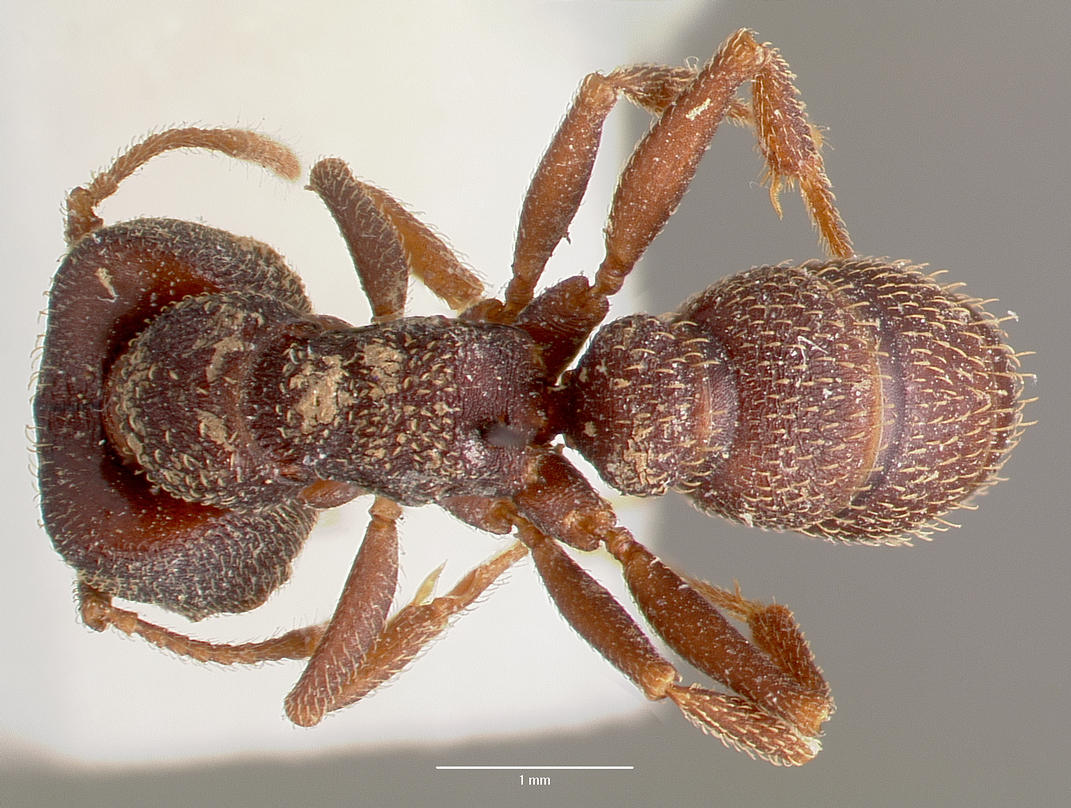
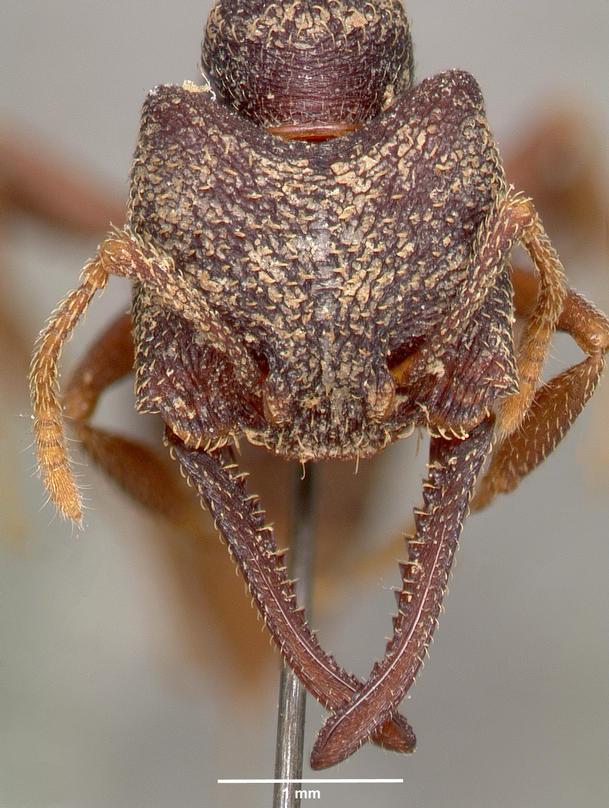